# Записки за Галската война
„Записки за Галската война“ (на латински: Commentarii de bello Gallico) е най-прочутото съчинение, написано от римския пълководец и държавник Гай Юлий Цезар (пише за себе си в трето лице), описващо неговия близо деветгодишен престой в Галия.
Неговото съчинение е основен източник за военните му походи, но също така има голямо културно и филологическо значение. Цезар дава информация за бита, обичаите и религията на племената, населяващи по това време региона. Заради своя ясен, елегантен и характерен стил (общият речник възлиза на около 1300 думи) „Записките“ са се превърнали в пример за латински език и традиционно е първият оригинален текст, с който се занимават изучаващите езика (подобна роля при старогръцкия език има съчинението „Анабазис“ на Ксенофонт).
„Записките“ се състоят от общо 8 книги, по една книга за всяка година, прекарана от Цезар в Галия. Последната книга не е написана от него, а от неговия приятел, офицер и секретар Авъл Хирций, за да се направи връзка между това съчинение и "Записките за гражданската война (De Bello Civili).

## Стилът на съчинението
Стилът на „Записките“ е ясен и последователен, по отношение на лексиката дори може да се говори за пуризъм – нещо присъщо за Цезар. Всъщност, чрез своите съчинения той аналитично представя на римските държавници случващото се, за да получи подкрепа и да продължи войната в Галия.

### Книга първа: 58 пр.н.е.
- 1 Етнографско и географско описание на Галия
- 2 – 29 Походът срещу хелветите
  - 2 – 4 Преселването и смъртта на Оргеторикс
  - 5 – 9 Хелветите се опитват да преминат през римската провинция Нарбонска Галия в Галия, но след забраната на Цезар преминават през земите на секваните
  - 10 – 12 Подготовката на Цезар и победата над тигурините при р. Арар.

- C. Iulii Caesaris quae extant, 1678
- Записки за Галската война 
(издание от 1783 г.)